# هنوک آبراهامسون
هنوک آبراهامسون (سوئدی: Henock Abrahamsson; ۲۹ اکتبر ۱۹۰۹ – ۲۳ آوریل ۱۹۵۸) بازیکن فوتبال اهل سوئد بود.
وی همچنین در تیم ملی فوتبال سوئد بازی کرده‌است.